# Dvach
Dvach（ロシア語: Двач、2ch、ドヴァチェ）は、ロシア最大の画像掲示板。
Dvachは、ネットいじめ、ミソジニー、荒らし行為で批判されることがしばしばあるが、犯罪者の身元を明らかにする活動でも知られている。